# Vincenzo Felici
Vincenzo Felici, född 1657 i Rom, död 9 januari 1715 i Rom, var en italiensk skulptör under barockepoken. Han var elev till Domenico Guidi.

## Verk i urval
- Profeten Elisa – högaltaret, Santa Maria in Traspontina[1]
- Jungfru Marie himmelsfärd (relief) – fasaden, Santa Maria dell'Umiltà[1]
- Den helige Franciskus av Assisi – fasadens attika, San Silvestro in Capite[2]
- Den helige Filippos – fasaden, Frascatis katedral San Pietro Apostolo[3]